# Croton alabamensis
Espèce
Classification APG III (2009)
Croton alabamensis est une espèce de plantes à fleurs du genre Croton et de la famille des Euphorbiaceae, originaire  du Texas, de l'Alabama et du Tennessee.

## Liste des variétés
Selon World Checklist of Selected Plant Families (WCSP) (12 oct. 2011) :
- - Croton alabamensis var. alabamensis
  - Croton alabamensis var. texensis Ginzbarg